# Pamela McGee
Pamela Denise McGee (Flint, 1 december 1962) is een voormalig Amerikaans basketbalspeelster. Zij won met het Amerikaans basketbalteam de gouden medaille tijdens de Olympische Zomerspelen 1984.
McGee speelde voor het team van de University of Southern California, waar ze het kampioenschap won in 1983 en 1984. Ze speelde een seizoen in de Women's American Basketball Association voor de Dallas Diamonds en ging daarna in Europa spelen. In 1997 maakte ze haar WNBA-debuut bij de Sacramento Monarchs. Dit was het eerste jaar van de WNBA.
Tijdens de Olympische Zomerspelen 1984 in Los Angeles won ze olympisch goud door Zuid-Korea te verslaan in de finale met 85-55. Ook won ze zilver met het nationale team het Wereldkampioenschap basketbal 1983 in Brazilië.
In 2012 werd McGee toegevoegd aan de Women’s Basketball Hall of Fame. 

## Privé
Pamela Denise McGee is de moeder van NBA-speler JaVale McGee.